# 若林徳懋

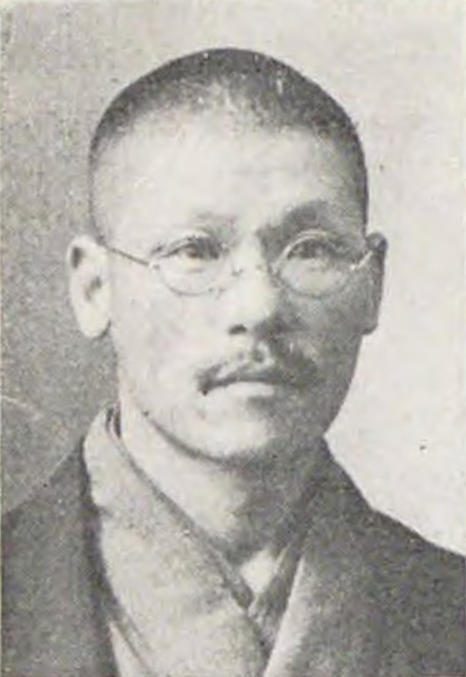
若林徳懋

若林 徳懋（わかばやし のりしげ、1874年（明治7年）12月20日 - 1939年（昭和14年）1月24日）は、明治時代後期から昭和時代前期の政治家、実業家。衆議院議員。

## 経歴
島根県周吉郡、のちの中条村、現在の隠岐の島町中央部出身。1896年（明治29年）島根県師範学校を卒業。ほか、明治法律学校、早稲田専門学校に学ぶ。小学校長となったのち農業に転じ、ついで中条村長、村農会長、島根県会議員、同参事会員、西郷町外十一箇村組合議員を歴任。ほか、満韓塩業社員、原田興業社長、同顧問を務めた。
1920年（大正9年）第14回衆議院議員総選挙で島根県第6区から立憲政友会所属で出馬して当選し、1期務めた。のち政友本党所属に転じた。